# Ilmari Launis
Adolf Ilmari Launis (né Lindberg le 3 décembre 1881 à Hämeenlinna et décédé le 10 avril 1955 à Helsinki) est un architecte finlandais.

## Biographie
Launis travaille pour la Direction des bâtiments de Finlande (en finnois : Rakennushallitus) qui est devenue le service des Propriétés du Sénat.
Il est l'un des architectes les plus prolifiques de son temps. Ilmari Launis et Josef Stenbäck sont considérés comme ayant dominé l'architecture des églises finlandaises du XXe siècle. 
Ilmari Launis conçoit entre autres 16 églises et réalise aussi des vitraux et des peintures de retables.
Launis saura adapter dans ses ouvrages des styles divers et en associer les éléments stylistiques de différentes façons.

## Œuvres

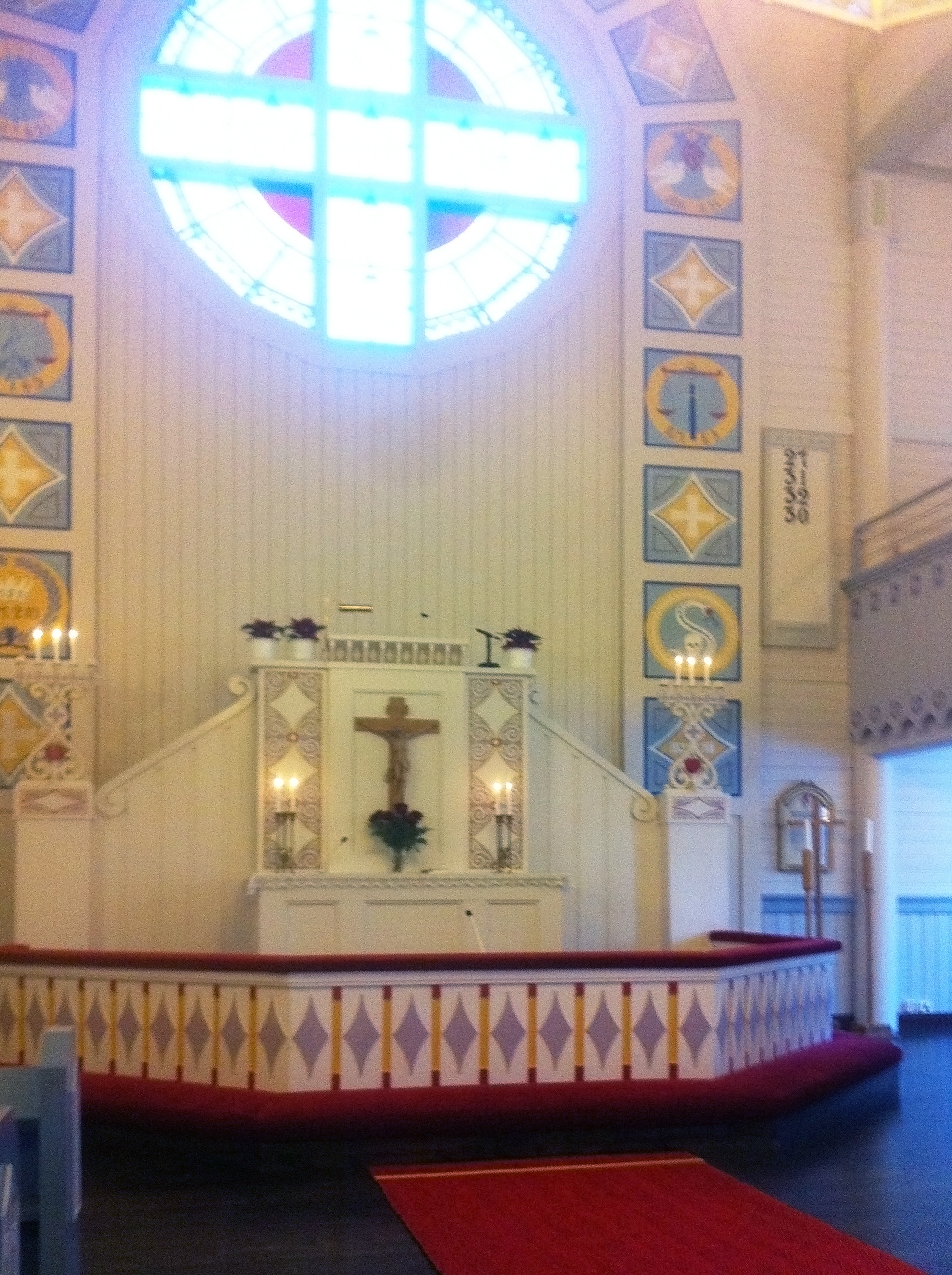
Église de Vierema.

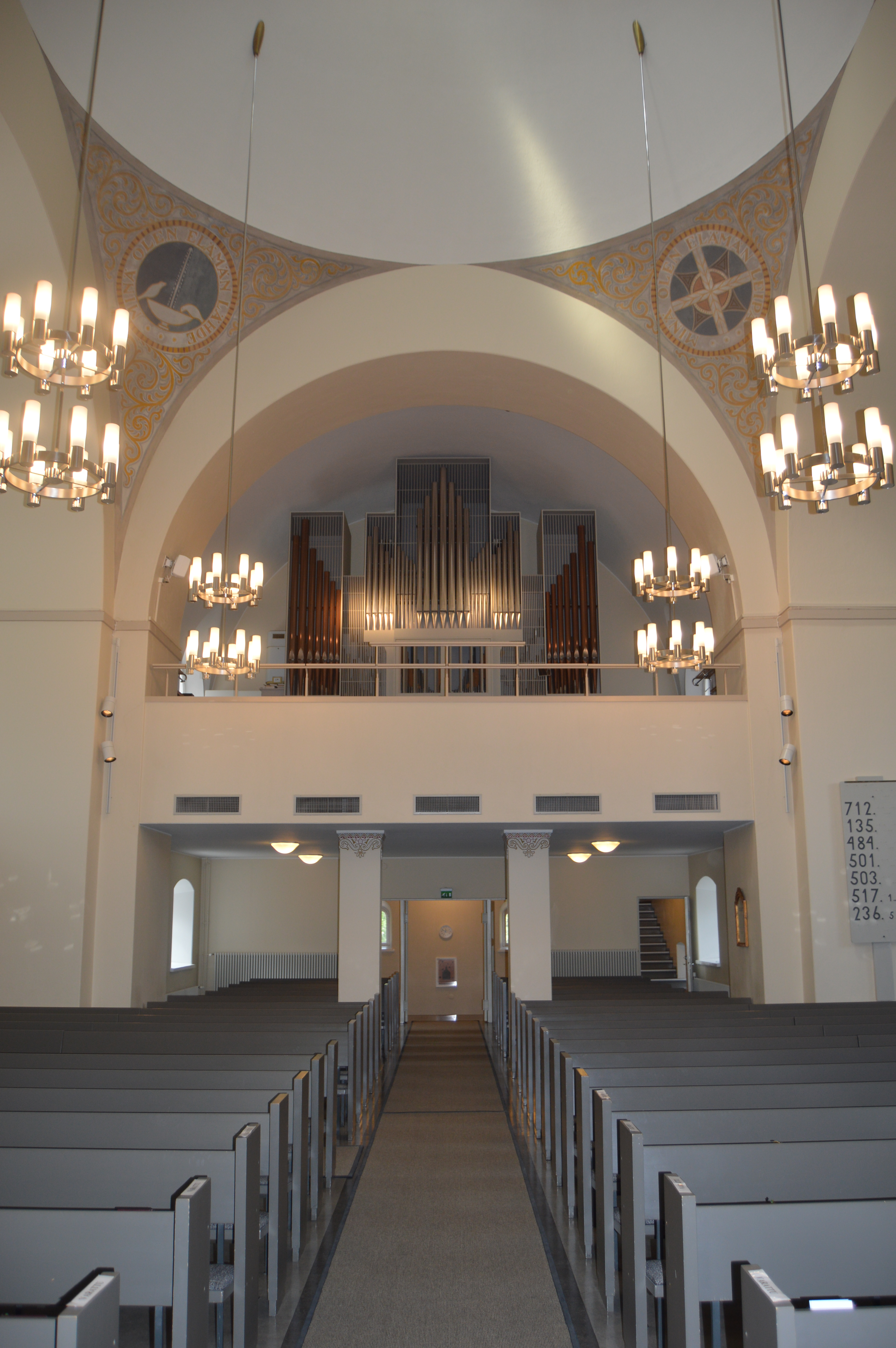
Église de Lappeenranta.

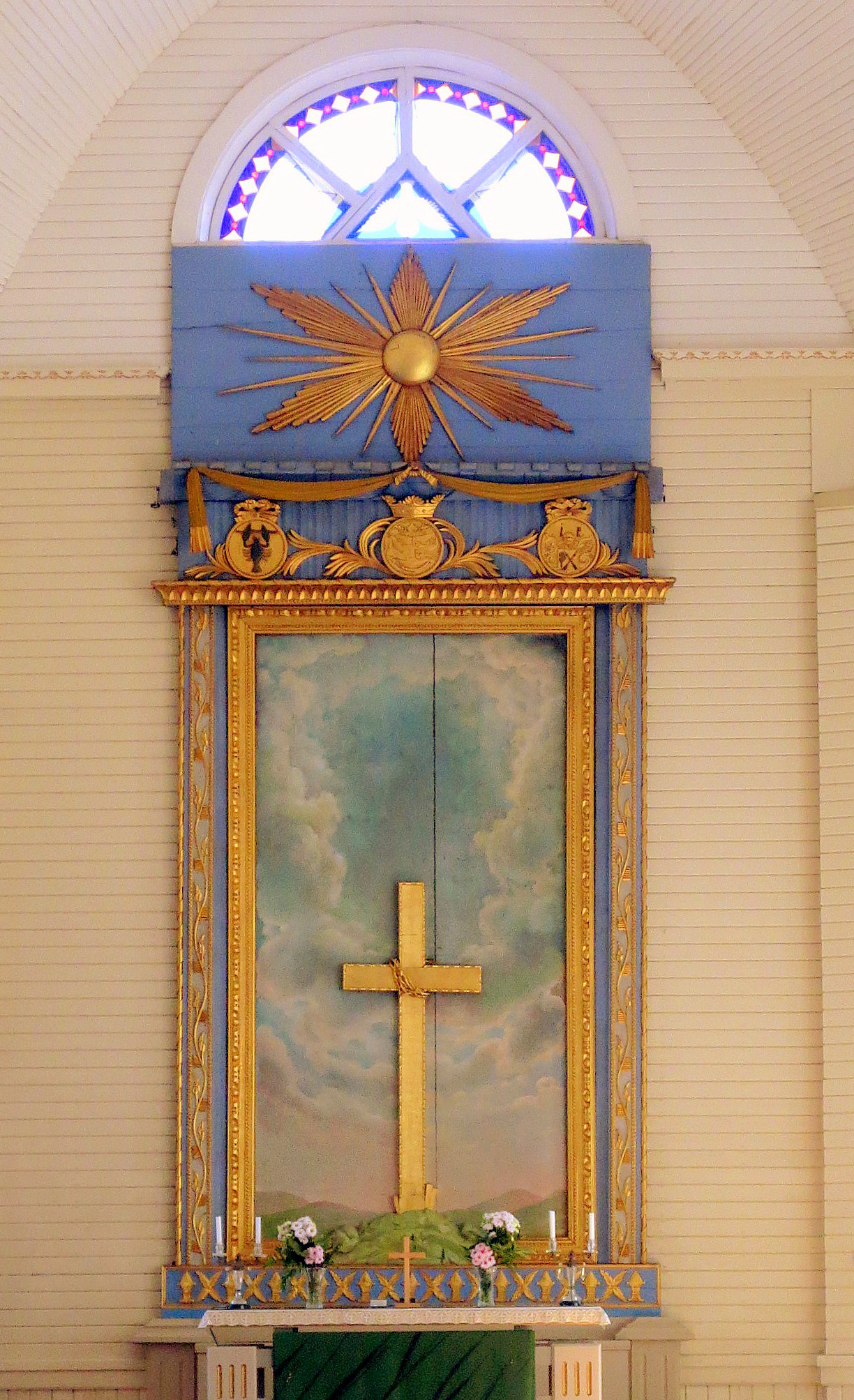
Église de Eurajoki.

### Églises
- Église de Kihniö (1917)
- Église de Valkjärvi (1919)
- Église de Vieremä (1919)
- Église de Kalvola (1919–1921)
- Église de Pomarkku (1921)
- Église de Pirkkala (ancienne) (1921)
- Église de Konnevesi (1923)
- Église de Pornainen (1924)
- Église de Sammaljoki (1924)
- Église de Lappeenranta (1924)
- Église de Tervo (1925)
- Église d'Huhtamo (1928)
- Église de Vuoksela (1928–1929)
- Église d'Ylämaa (1931)
- Église de Saari (1933–1934)
- Église de Lumivaara (1934–1935)
- Église de Paltamo (1939-1946)

### Retables et Vitraux
- Église de Mietoinen   (1911)
- Église de Joensuu (1910)
- Église de Juupajoki  (1915)
- Église de Karuna
- Église de Lappi (1926)
- Église de Luvia (1912)
- Église de Terijoki  (1913)
- Église de Salo (1927)
- Église de Lumivaara  (1935)
- Église de Renko (1900)

## Galerie

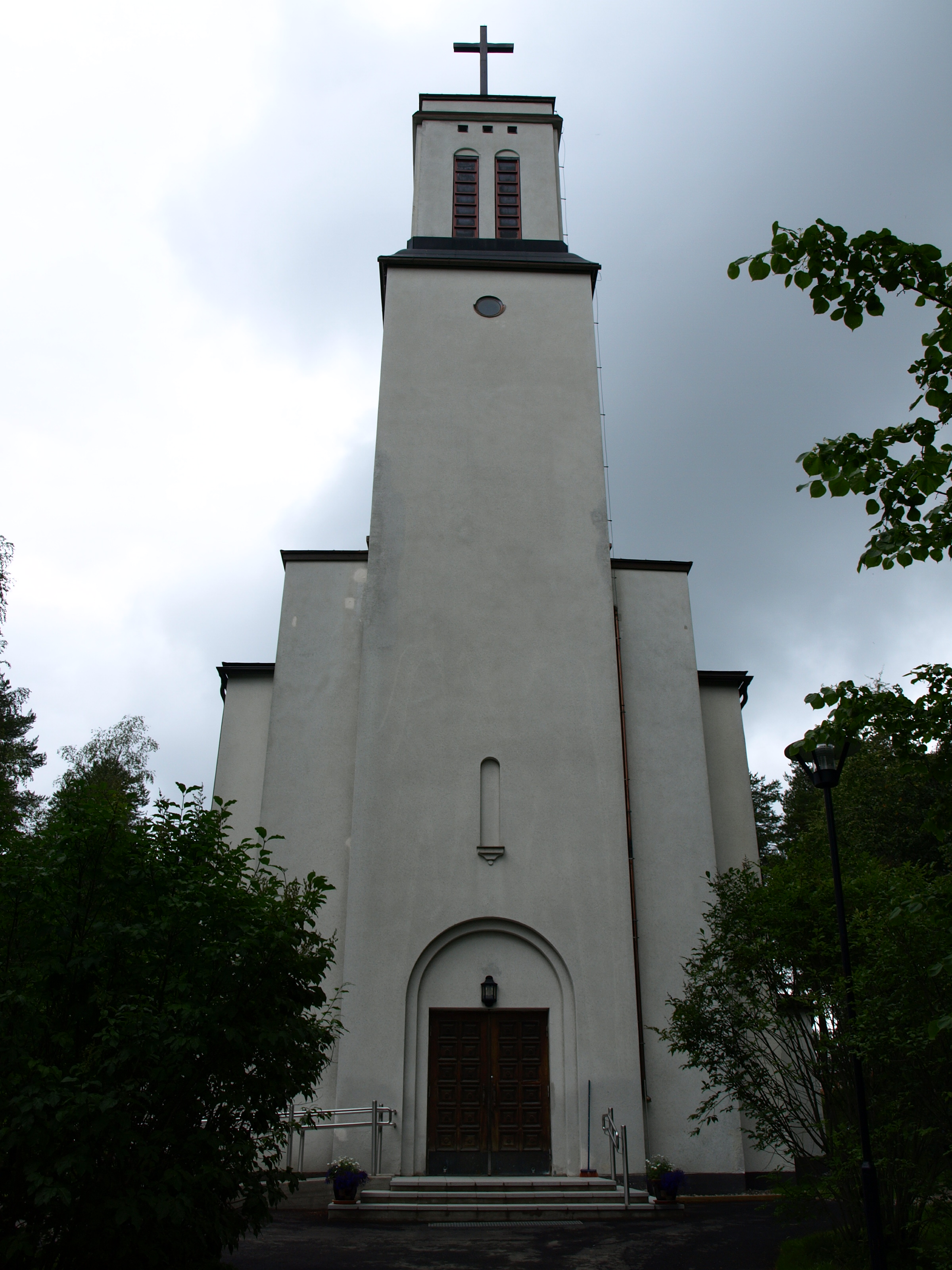
Église de Paltamo
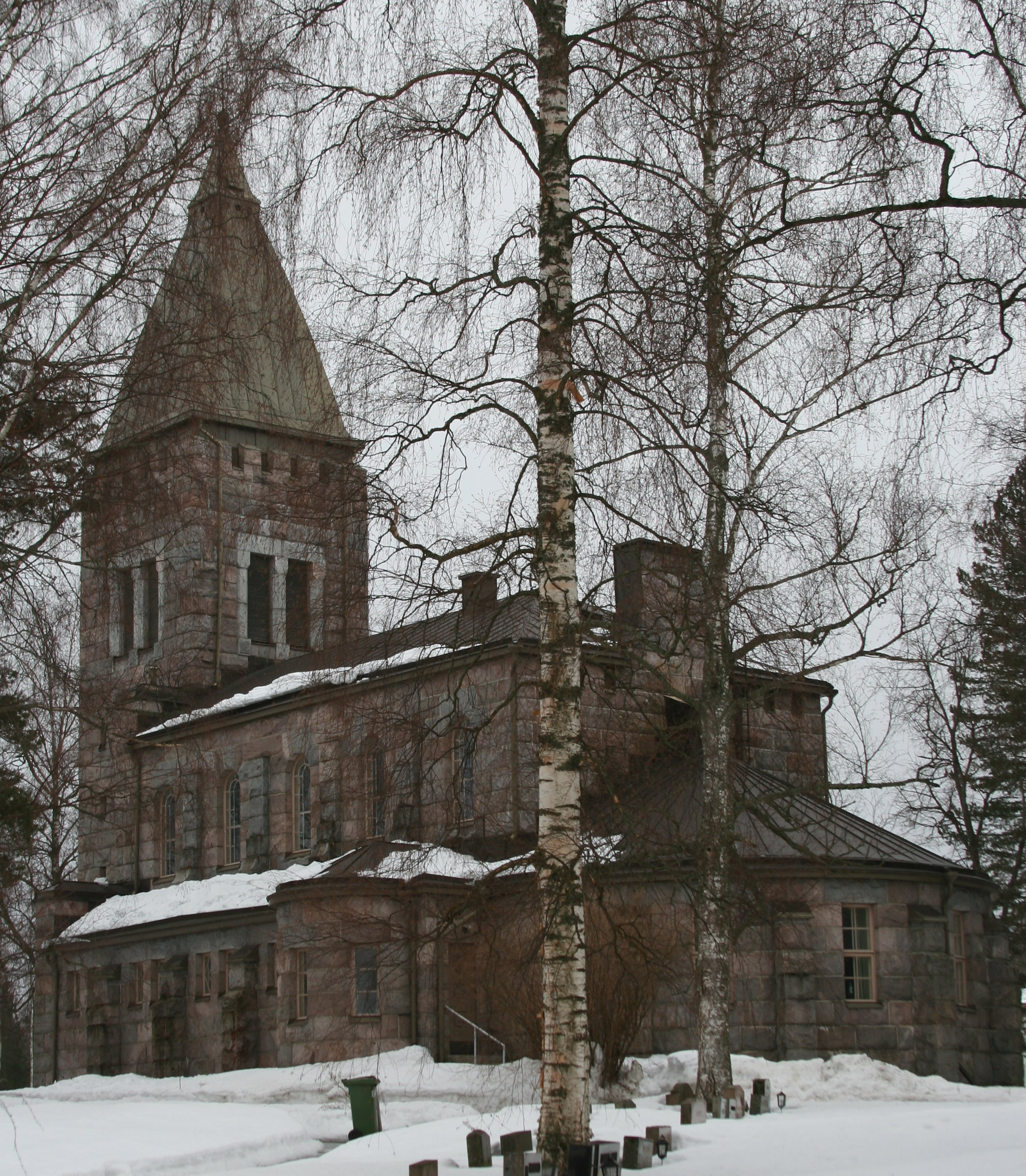
Église de Pornainen
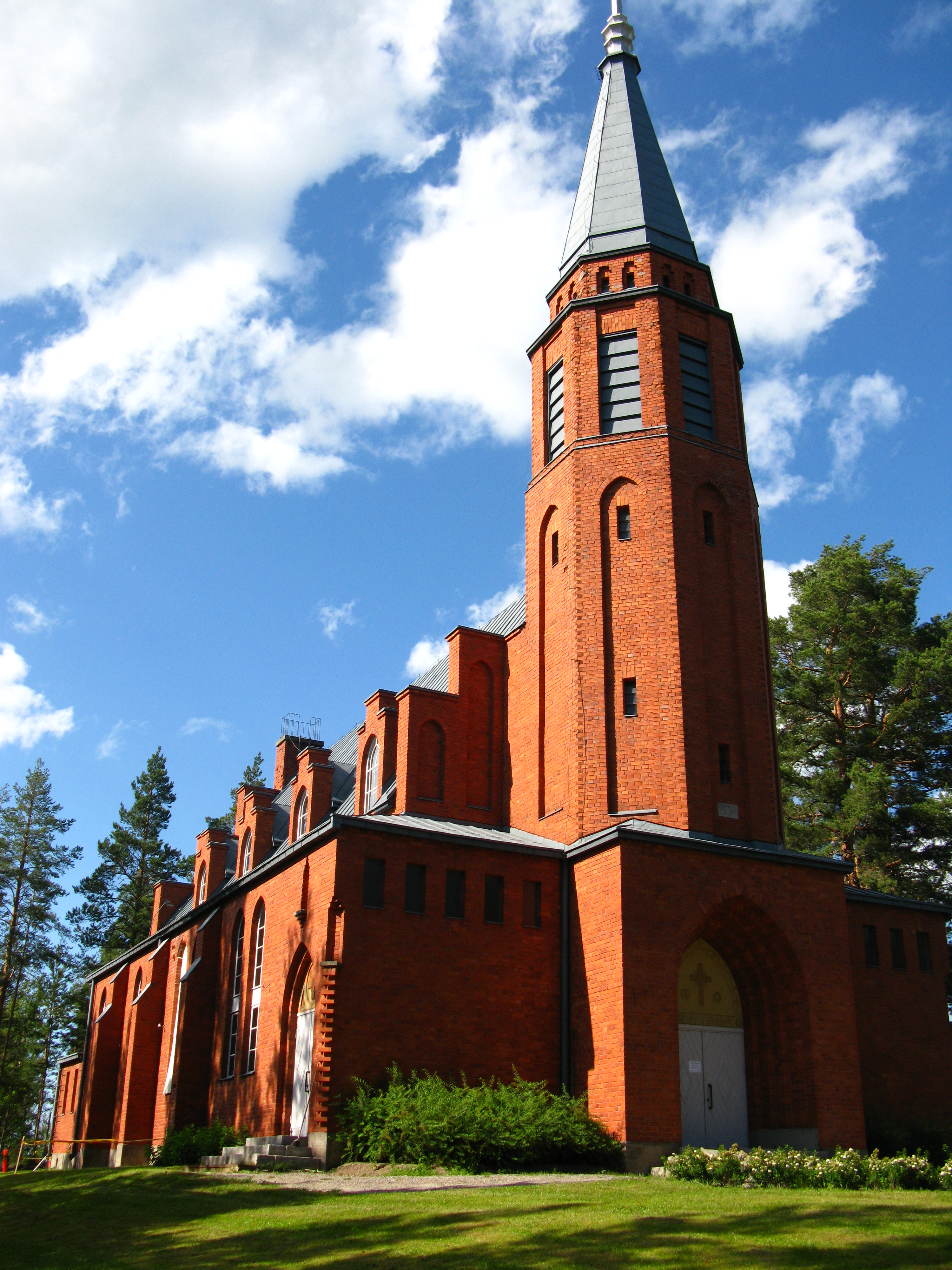
Église de Lappeenranta

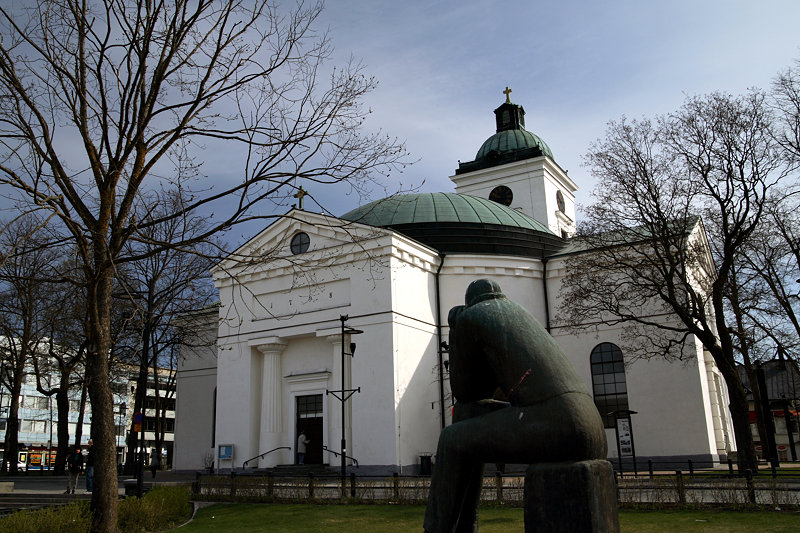
Église d'Hämeenlinna
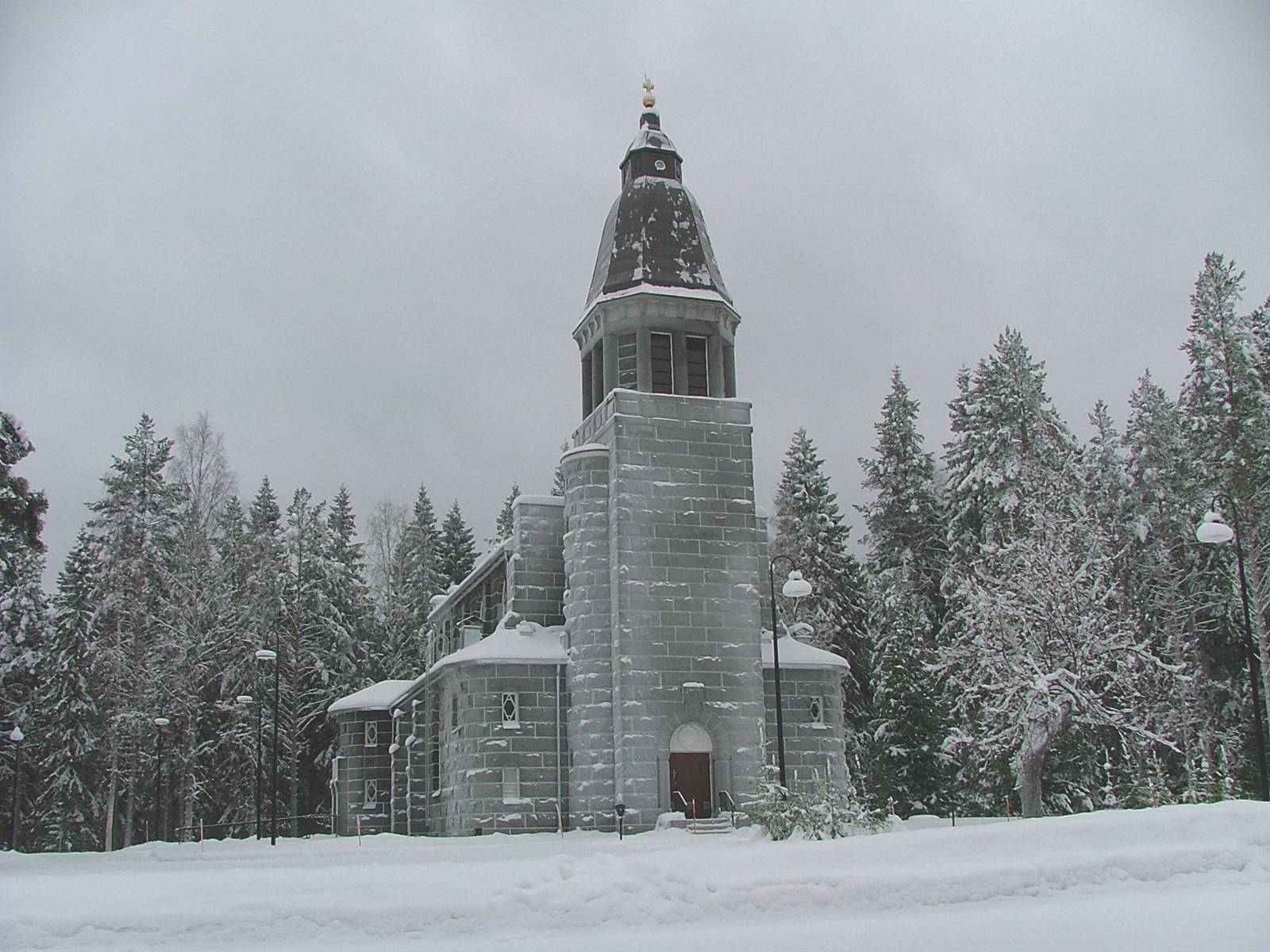
Église de Konnevesi
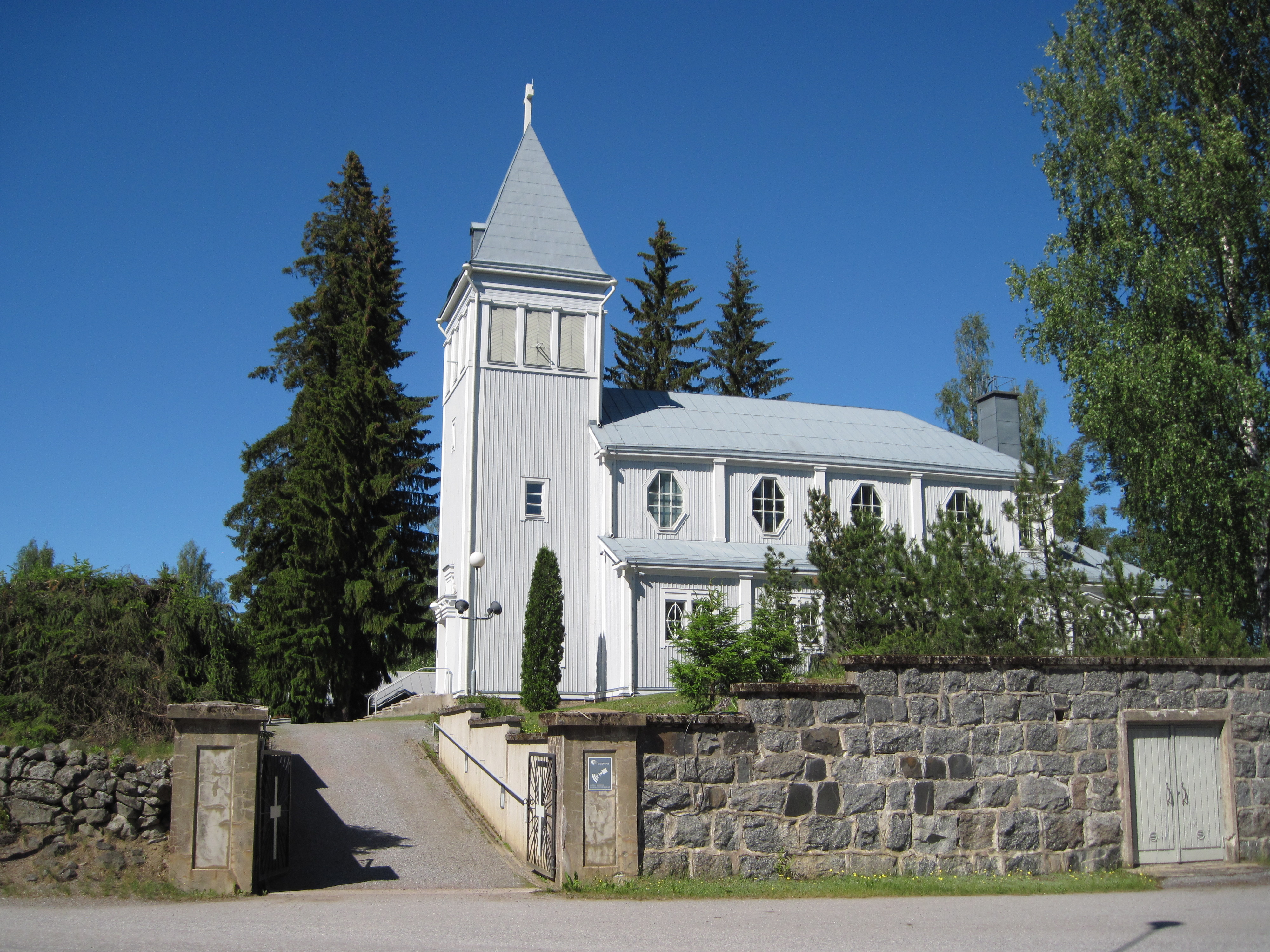
Église de Sammaljoki
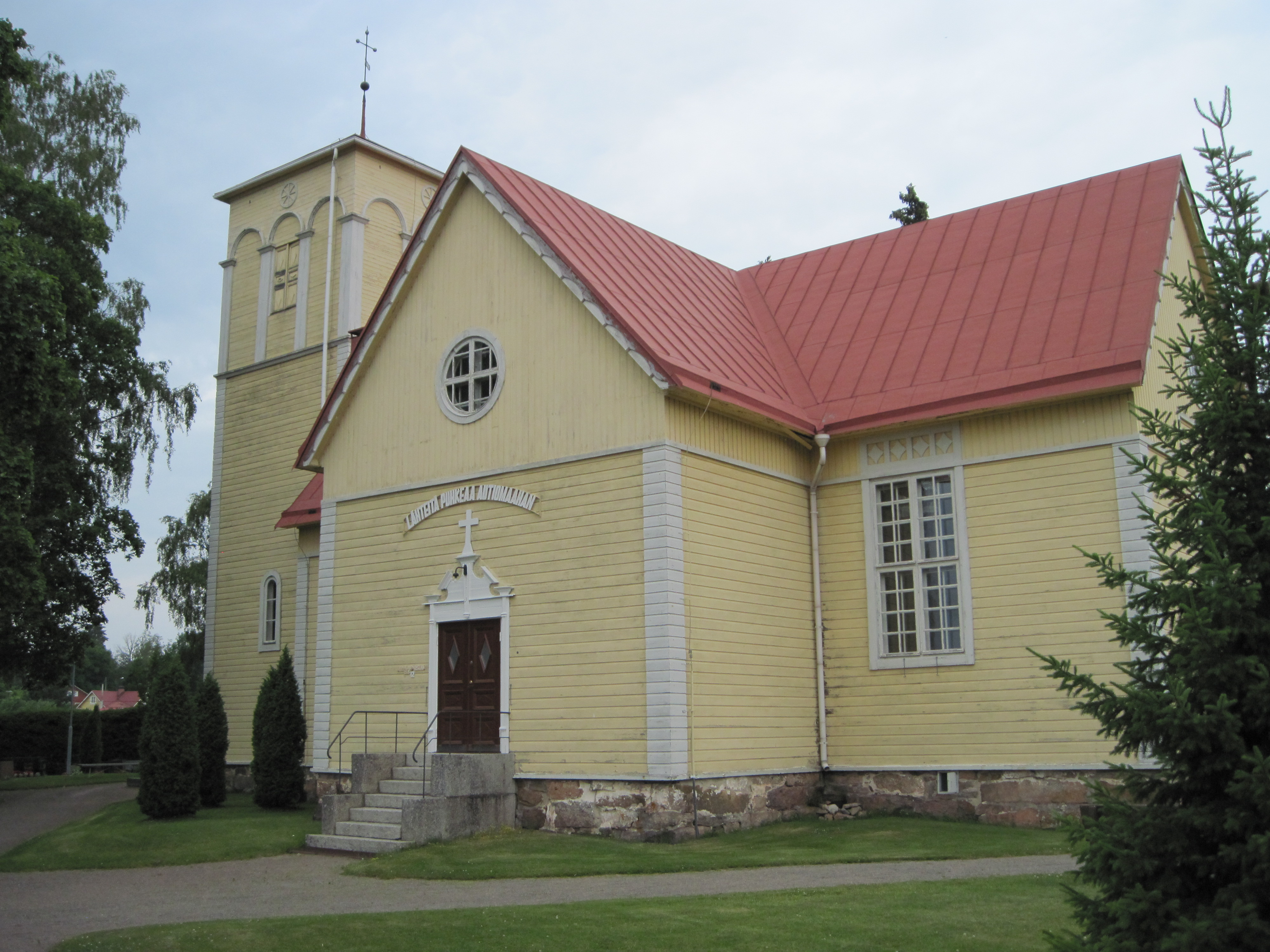
Église d'Hinnerjoki